# Савјет министара Републике Бјелорусије
Савјет министара Републике Бјелорусије (блр. Савет Міністраў Рэспублікі Беларусь) је основни извршни орган у Бјелорусији кога именује предсједник Републике Бјелорусије.
На челу Савјета министара се налази премијер који руководи радом Савјета министара и координира рад министара. Председник Владе Републике Белорусије (Премијер) је Андреј Кобјаков.